# Hamza Múzeum
A Hamza Múzeum közérdekű muzeális intézmény abból a képzőművészeti adományból szerveződött, melyet Hamza D. Ákos (1903–1993) festőművész, filmrendező 1987-ben Jászberény városnak és a Jászságnak ajándékozott, s amely festői életművének igen jelentős részét tartalmazza.

## Előzmények
Hamza D. Ákos életműve Magyarországtól távol, Párizsban, majd a brazíliai São Paulóban született. 36 évi brazíliai tartózkodás után 1989-ben települt haza. Hamza nagyapja, Hamza Pál jászberényi néptanító volt, így a festő gyermekévei nyarait e városban töltötte. Ez a kötődés indította arra, hogy utolsó lakhelyéül Jászberényt válassza, ahol haláláig, 1993-ig élt.
Az 1987-es ajándékozást követően az adomány a Jász Múzeum gyűjteményébe került, s mindaddig ott is volt, amíg Hamza D. Ákos kifejezett kérésére 1991 decemberében át nem szállították azokat a Gyöngyösi út 7. szám alatti lakóházba. A későbbiekben ez az épület lett nemcsak a festői életmű, hanem a hagyaték egészének otthona. Ma három szobában állandó kiállításon láthatják az érdeklődők a Hamza D. Ákos festészetét reprezentáló válogatást – mintegy 35 festményt, 9 fa kisplasztikát s néhány személyes tárgyát. A Hamza-hagyatékkal ugyancsak a város tulajdonába került Hamza Lehel Mária több száz divatrajza. Ebből az anyagból a negyedik szobában helyeztek el kiállítási anyagot.

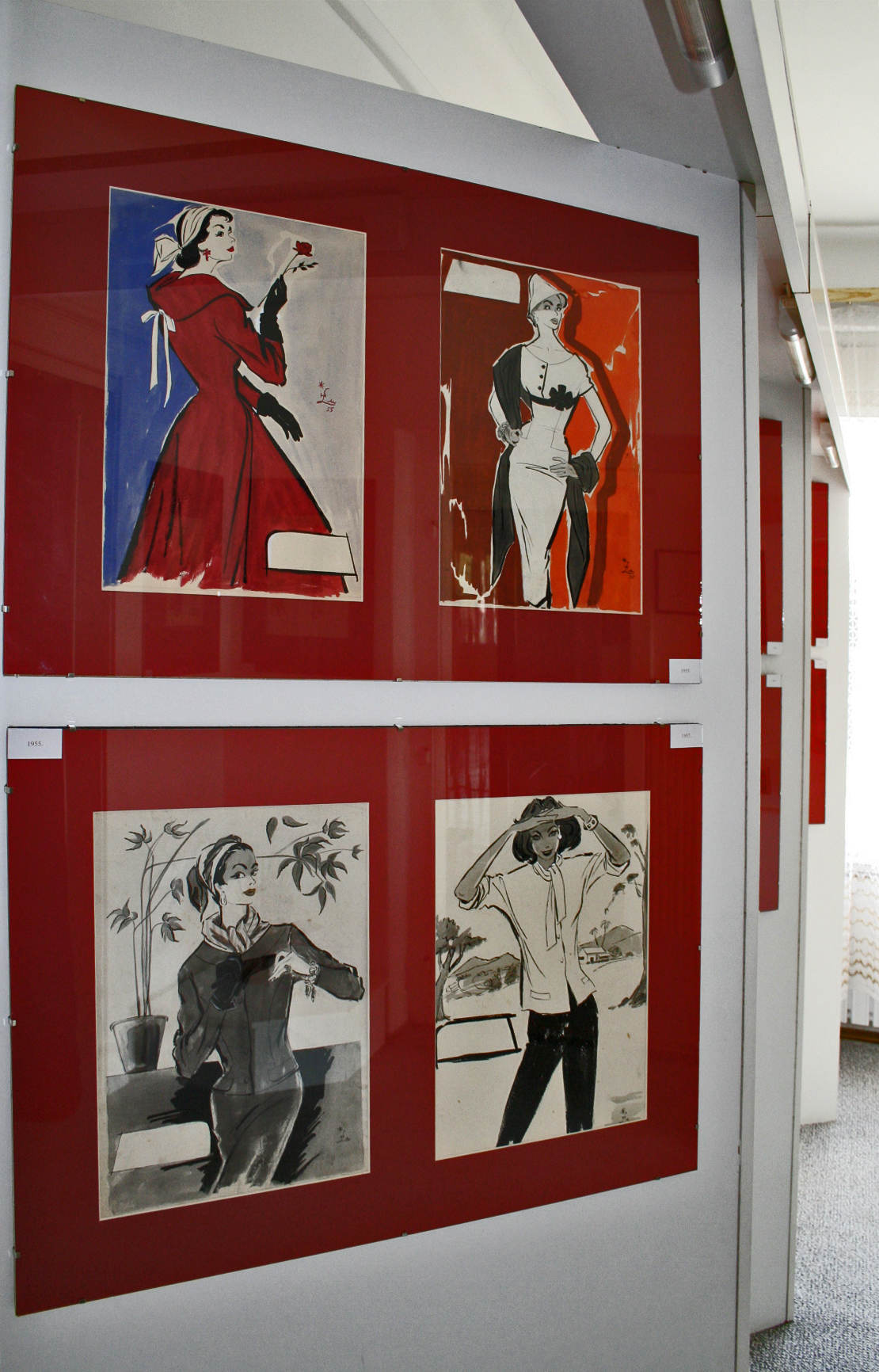
Hamza Lehel Mária divatrajzai a Hamza Múzeumban

A szűkös kiállítótér miatt hiányzik az állandó kiállításból Hamza D. Ákos filmrendezői munkásságának bemutatása, jóllehet, az 1930–40-es évek sikeres és elismert rendezőjeként tartja számon a magyar filmtörténet. A gyűjtemény számos dokumentummal rendelkezik ezzel kapcsolatban. A múzeum épp e hiány pótlására adta ki – együttműködve a Magyar Filmarchívummal – a Képek fekete-fehérben című kötetét, mely valójában tudományos igénnyel készült filmográfia, felöleli Hamza filmes tevékenységének valamennyi fellelhető adatát, és tartalmazza Hamza személyi bibliográfiáját.

## A kezdetek: A Hamza Múzeum Alapítvány

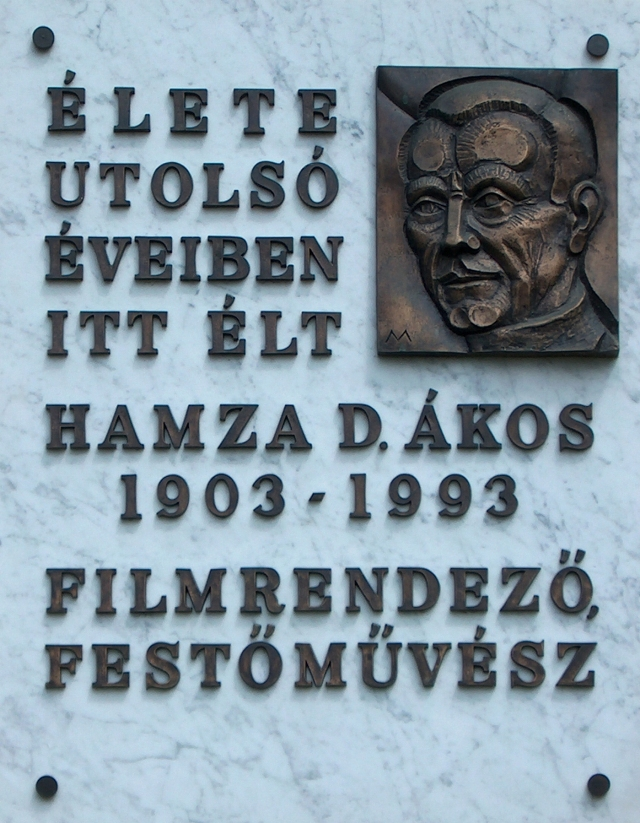
Máté György-A Hamza Múzeum emléktáblája

A Hamza hagyatékkal a múzeum gyűjteményébe került Hamza Lehel Mária szüleinek – Lehel Mária festőművész és Lehel Ferenc festőművész, művészeti író –több műtárgya és számos dokumentuma is.
A múzeum működtetéséhez kezdetben az a magánalapítvány – a Hamza Múzeum Alapítvány – biztosított szerény anyagi hátteret, melyet Hamza Lehel Mária, a művész felesége hozott létre. A magánalapítvány több mint öt évig működtette a köztulajdonban lévő műalkotások gyűjteményét.
Az alapító Hamza Lehel Mária különös körültekintéssel választotta és kérte fel az alapítvány kuratóriumának tagjait, hisz mindenképp biztosítani akarta az ajándékozáskor megfogalmazódott cél megvalósulását: a Hamza-gyűjteménnyel a Jász Képtár megalapozását. Így kapott felkérést Tálas László megyei múzeumigazgató, Varga Sándor nyugalmazott nagykövet, Terjék Mihály nyugalmazott nagykövet, Bartos Nándor mérnök, Búzás Sándor tanár, Deme Mária főiskolai docens, dr. Dobos László közgazdász-szociológus, Hamza Enikő közgazdász, Tóth János múzeumigazgató, dr. Magyar Levente polgármester (Jászberény), Sisa József iparművész, Szikra Ferenc polgármester (Jászárokszállás), Török Sándor polgármester (Jászapáti). A jogi segítő az alapító felkérésére dr. Knorr János ügyvéd volt.

## A Hamza Múzeum és Jász Galéria Közalapítvány
A magánvagyon – jelentősebb folyamatos támogatás híján – egyre apadt, s hovatovább a múzeum jövője is veszélybe került.
Jászberény város – miután a jászsági települések lemondtak a hagyaték rájuk eső részéről Jászberény javára – komoly és fontos döntést hozott, mikor a kizárólagos tulajdonába került műtárgyak érdekében a múzeum támogatásáról és egyben működtetéséről döntött. E döntést segítette, hogy „A Jászságért” Alapítvány is lemondott kedvezményezetti jogáról, mely szerint a magánalapítvány megszűnését követően átveszi a Hamza-hagyaték kezelését, illetve az alapítvány vagyonát. Ez egy háromoldalú megállapodás keretében történt, melyet Jászberény város, a Hamza Múzeum Alapítvány, illetve „A Jászságért” Alapítvány képviselői írtak alá.
A város önkormányzata 2000-ben létrehozta a Hamza Múzeum és Jász Galéria Közalapítványt, s ezzel biztosította a múzeum további működtetését. A Közalapítvány kuratóriuma kezdetben öt főből állt, elnöke dr. Kertész Róbert a Damjanich János Megyei Múzeum igazgatója, alelnöke dr. Stanitz Károly alpolgármester lett. A kuratórium további tagjai dr. Dobos László, „A Jászságért” Alapítvány delegáltja, dr. H. Bathó Edit a Jász Múzeum igazgatója, valamint Nagy András gimnáziumi igazgató, Jászberény város Önkormányzata Oktatási- és Közművelődési Bizottságának elnöke. A kuratóriumban 2003-ban újabb változások történtek. A legfontosabb módosítás az volt, hogy az addig funkcióhoz kötött kuratóriumi tagságot felváltotta a személyeknek szóló felkérés. Az új kuratóriumot az Önkormányzat szintén nagy körültekintéssel állította össze. Így a kuratórium elnöke dr. Stanitz Károly főigazgató-helyettes (SZIE-JFK), alelnöke Szikra István villamosmérnök lett, tagjai pedig: Piroskáné dr. Kertész Ilona jogász, Hortiné dr. Bathó Edit múzeum igazgató, dr. Horváth László, a JNSZ megyei múzeumok igazgatója, dr. Dobos László, „A Jászságért” Alapítvány és a Jászok Egyesülete ügyvivője, dr. Rédei István jogász. A jogi segítségnyújtásra a kuratórium ismét dr. Knorr János ügyvédet kérte fel. A Közalapítvány ekkor négy alkalmazottal működteti a múzeumot: 1 fő igazgató (B. Jánosi Gyöngyi), 1 fő múzeumi népművelő, 1 fő adminisztrátor és 1 fő részmunkaidős teremőr, takarító.
A közalapítvány bejegyzése után Alapító Okiratának megfelelően megkezdte működését, a számára kijelölt feladatokból azonban csak a Hamza-hagyatékra vonatkozóakat tudja teljesíteni. A Jász Képtár (Jász Galéria) létrehozását, a Jászsághoz kötődő képzőművészek állandó kiállítását – mely működésének másik nagy területe lenne – a mai napig nem tudta megvalósítani. Ennek oka elsősorban az, hogy a jelenlegi épület e feladat megoldására alkalmatlan.
A múzeum 2002-ben kapott működési engedélyt a Nemzeti Kulturális Örökség Minisztériumától. A működési engedély megjelöli a múzeum gyűjtőterületét, amely a Jászság 18 településére terjed ki.

## A Hamza Múzeum és Jász Galéria Közalapítvány kiadványai
A Hamza Múzeum alaptevékenysége a rábízott gyűjtemény őrzése, nyilvántartása, lehetőség szerinti gyarapítása, feldolgozása és az, hogy azt kiállítások keretében széles körben bemutassa. Alaptevékenységéhez tartozik a Jászság képzőművészi értékeinek kutatása, valamint a kutatások eredményének publikálása. Jó kezdeményezésnek bizonyult az a könyvsorozat, mely a Jászsághoz kötődő művészek életét és munkásságát dolgozza fel. Így megjelentek a Hamza monográfián kívül a Hamza filmográfia, Gy. Riba János élete és festészete, Benke László élete és festészete, Vuics István élete és festészete, valamint Makay József élete és festészete című monográfiák. Emellett a múzeum közreműködött a Litkei József festőművész életét és munkásságát bemutató kötet megjelentetésében is.
A könyvsorozat kiemelkedő darabja a Jászsági festők arcképcsarnoka című kislexikon, amely az 1900-as évektől napjainkig tartó időszak klasszikus és kortárs művészeinek adatait tartalmazza. A múzeum tízéves fennállását követően, 2006-ban megjelentette Jubileumi Évkönyvét, majd 2007-ben a Jászság egyik legkülönlegesebb képzőművészeti kincsét, Aba-Novák Vilmos falfestményeit bemutatva a jászszentandrási templom freskói című képes albumot is. Külön elismerésnek tekinti a múzeum, hogy a New York-i Frick Art Reference Library a múzeum internetes anyagából valamennyi kötetet megrendelte.

## A Hamza Múzeum és Jász Galéria Közalapítvány programjai
A múzeum a képzőművészet területén rendezvények, időszaki kiállítások, ismeretterjesztő előadások szervezésével is foglalkozik, galériabuszokat indít.
Pályázatok kiírásával és kiállítási lehetőség biztosításával próbálja a helyi alkotókat is segíteni, és ugyanúgy a középiskolás diákok bemutatkozását is. Segített létrehozni és támogatja a fiatal képzőművészekből álló Hamza Stúdiót és együttműködik a Jászsági Képzőművészet-barátok Egyesületével.
Tevékenységéről gyakran írnak nem csak a helyi lapok, hanem szakmai folyóiratok is. Bár nem az országos múzeumi hálózat tagja, szakmai kapcsolatai vannak más múzeumokkal és a Pulszky Társasággal.

## A Jász Galéria gyűjteménye
A múzeumnak megnyitása óta számos segítője van, akik anyagi és erkölcsi támogatásával érte el eredményeit. Támogatóinak száma egyre gyarapszik, melyet a múzeumban folyó munka elismerésének is lehet tekinteni.
Különösen fontosak a gyűjtemény gyarapításához felajánlott műtárgyak, hisz erre a múzeum költségvetésében eddig soha nem volt keret. Ezért meg kell említeni Litkeiné Fábián Rózsát, Vuics István örököseit, ifj. Benke Lászlót, dr. Riba Magdolnát, Máté Györgyöt, Palkó Tibort, a Palotásy János Zeneiskolát, Sáros András családját, Tősér Bélát, Telek Bélát és a Hamza Studio tagjait, akik jelentős számú és értékű alkotást ajánlottak fel a múzeum gyűjteményébe.
A múzeumban a következő művészek alkotásai találhatók meg: 
- Antal Sándor,
- B. Simon Ferenc,
- Bartos Kinga
- Beluzsár Csaba
- Benke László,
- Csikó Sándor,
- Demény Andrea
- Farkas Edit,
- Gácsi Mihály,
- Gecse Árpád,
- Hajdú Katalin,
- Hamza D. Ákos,
- Hamza Lehel Mária,
- Jászi Szíjjártó Péter,
- Kerekné Mihalik Judit
- Kovács Zsigmond,
- Kozmóczky Géza,
- Kugler Erika
- Lehel Mária,
- Litkei József,
- Makay József,
- Máté Eszter,
- Molnár Annamária
- Nagy Ildikó
- Nagy Tamás,
- Ördög Margit,
- Palkó Tibor,
- Palkovits Edina
- Papp Anett
- Rácz András,
- Sáros András,
- Szabó Lívia
- Szabóné Lengyel Eszter
- Szalkári Rózsa,
- Szőke Hencz Nóra
- Terjékiné Mozsár Magda,
- Thorma János,
- Tóth Alexa
- Tősér Béla,
- Vuics István.

## A Jászsági Képzőművészet-barátok Egyesülete
A Hamza Múzeum támogatói és a Képzőművészet-barát Klub tagjai a Jász Képtár létrehozásának segítésére 2004-ben létrehozták a Jászsági Képzőművészet-barátok Egyesületét. Az Egyesület a civil szervezetek jogaival és lehetőségeivel élve támogatni kívánja a jászberényi és jászsági képzőművészet ügyét és a Hamza Múzeum célkitűzéseit. A több mint 60 alapító taggal rendelkező, mára közel 100 főt számláló egyesület a művészet bástyája lehet a kistérségben, s ez a múzeum hatékonyságát is befolyásolja.
Az egyesület kiállításai

Az egyesület alkotó tagjai (B. Jánosi Gyöngyi, Palkó Tibor, Máté György, Telek Béla, Nagyné Koncz Éva, Velkeiné Pócz Ilona, Lajkóné Nagy Mária, Faragó László, Bartos Kinga, Beluzsár Csaba, Farkas Edit, Papp Anett, Kerekné Mihalik Judit, Kugler Erika, Nagy Tamás, Molnár János, Borbás P. Zsuzsa) 2005 óta rendszeresen minden év augusztus végén, szeptember elején jelentkeznek tematikus kiállítással Jászberényben:
- 2005 – Épített környezetünk
- 2006 – 1956
- 2007 – Zene
- 2008 – Újjászületés
- 2009 – Új művek

## Külső hivatkozások
- Hamza Múzeum és Jász Galéria Közalapítvány